# Crank
Crank – wieś w Anglii, w hrabstwie ceremonialnym Merseyside, w dystrykcie metropolitalnym St Helens. Leży 19 km na północny wschód od centrum Liverpool i 283 km na północny zachód od Londynu.